# Choroš
Choroš (Polyporus) je rod stopkovýtrusných hub, které se vyznačují obvykle rourkovitým hymenoforem, pevnou konzistencí plodnic a růstem ze dřeva nebo jiných rostlinných zbytků. Způsobuje bílou hnilobu. V Evropě je známo zhruba 16 druhů.

## Vzhled

### Makroskopický
Plodnice jsou jednoleté, dělí se na klobouk nesoucí rourkovitý hymenofor a třeň, který může být centrální, výstředný nebo postranní. Dužnina je masitě nebo kožovitě tuhá.

### Mikroskopický
Výtrusy mají hladký povrch, jsou bezbarvé a neamyloidní. Cystidy chybí.

## Seznam druhů
| obrázek            | český název        | vědecký název         | klobouk | třeň                   | poznámka                      |
| ------------------ | ------------------ | --------------------- | ------- | ---------------------- | ----------------------------- |
| choroš brvitý      | choroš brvitý      | Polyporus ciliatus    |         | centrální              |                               |
|                    | choroš černonohý   | Polyporus melanopus   |         | centrální              |                               |
| choroš měnlivý     | choroš měnlivý     | Polyporus varius      |         | centrální až výstředný |                               |
| choroš oříš        | choroš oříš        | Polyporus umbellatus  |         | centrální              |                               |
| choroš plástvový   | choroš plástvový   | Polyporus arcularius  |         | centrální              |                               |
| choroš smolonohý   | choroš smolonohý   | Polyporus badius      |         | výstředný až postranní | někdy řazen do rodu Royoporus |
| choroš šupinatý    | choroš šupinatý    | Polyporus squamosus   |         | výstředný až postranní |                               |
| choroš štětičkatý  | choroš štětičkatý  | Polyporus tuberaster  |         | centrální až výstředný |                               |
| choroš voštinovitý | choroš voštinovitý | Polyporus alveolaris  |         | centrální až výstředný |                               |
|                    | choroš travní      | Polyporus rhizophilus |         | centrální až výstředný |                               |
| choroš zimní       | choroš zimní       | Polyporus brumalis    |         | centrální              |                               |